# Maria Amato
Maria Amato (Chieti, 9 giugno 1958) è una politica italiana.

## Biografia
Laureata in medicina e chirurgia, specializzata in radiologia; è primario ospedaliero.

### Attività politica
È eletta deputato in Abruzzo alle elezioni politiche 24-25 febbraio 2013.
Il 15 maggio 2014 ha votato insieme ai sei colleghi Maria Gaetana Greco, Maria Tindara Gullo, Tommaso Ginoble, Gero Grassi, Paola Bragantini e l' ex Ministro Beppe Fioroni  contro il via libera all'arresto di Francantonio Genovese andando contro la decisione del proprio partito.
Si candida alle primarie del centrosinistra del 2016 per la designazione del candidato sindaco di Vasto, in vista delle elezioni comunali dello stesso anno. Il sindaco uscente, Luciano Lapenna, insieme alla maggior parte degli assessori e dei consiglieri comunali, sostiene l'altro candidato, Francesco Menna, il quale vince le primarie del 6 marzo con il 72,7 per cento dei voti. Maria Amato annuncia che sosterrà la candidatura di Menna a sindaco.
Conclude il proprio mandato parlamentare nel 2018.